# 川崎站
川崎站（日语：〔〕／ Kawasaki eki */?）是位於神奈川縣川崎市川崎區驛前本町（車站西半部分位於同市幸區），屬於東日本旅客鐵道（JR東日本）的鐵路車站。

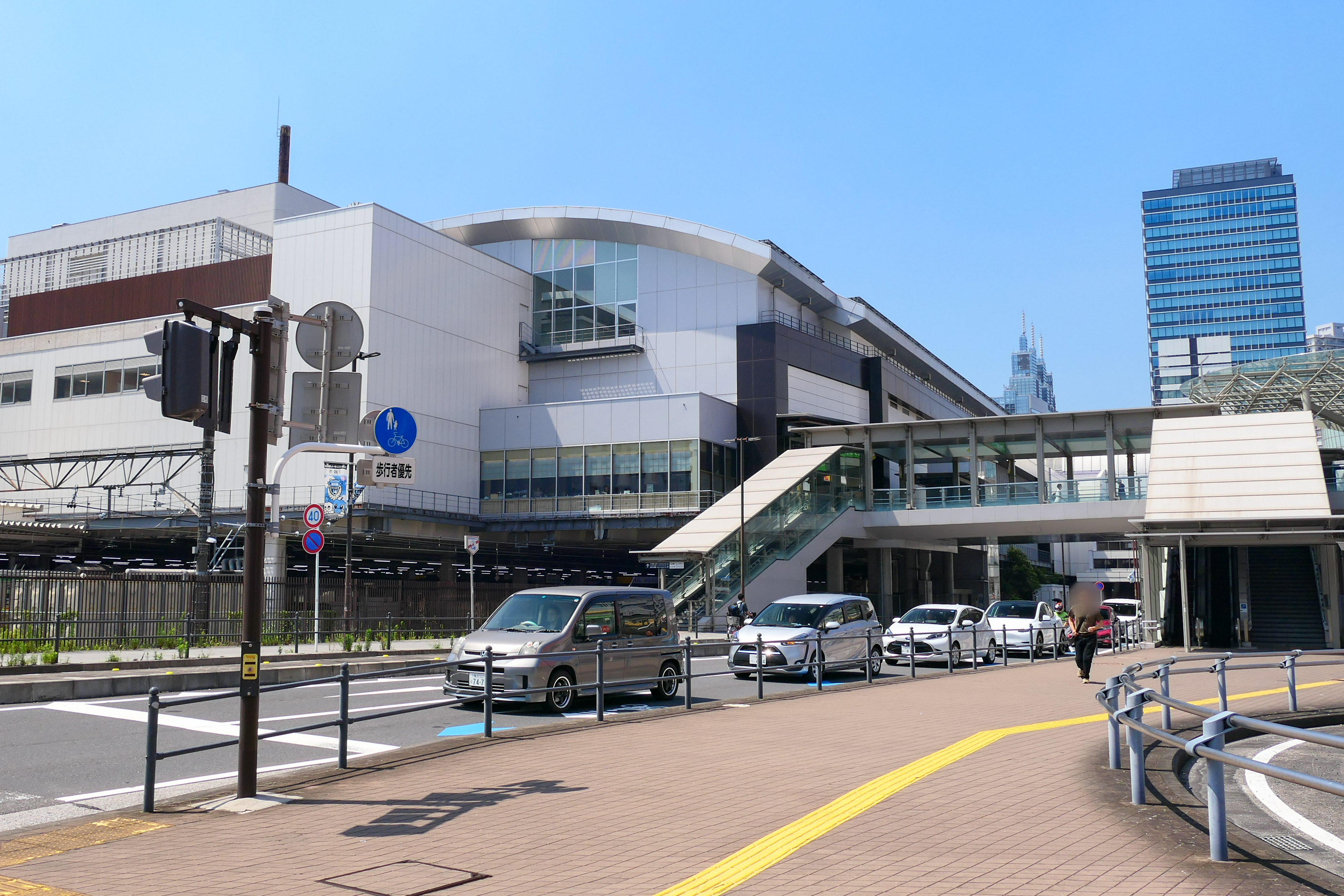
北口(2023年7月)

## 停靠路線
本站停靠的軌道名稱為東海道本線與南武線（詳情參見路線條目與鐵道路線的名稱），東海道本線是此站的所屬線，南武線則以本站為起點站。現在停靠本站的東海道本線有行走列車線的東海道線與行走電車線的京濱東北線兩個運行系統，旅客導覽以不同路線處理。1980年9月30日以前還有與東海道線共用軌道的橫須賀線列車停靠。此站的3字母簡寫為「KWS」。
- 東海道線：行走列車線的東海道本線中距離列車。2015年3月14日起伴隨上野東京線的開通，多數列車經東京站、上野站直通運行至宇都宮線、高崎線。 - 車站編號「JT 04」
- 京濱東北線：行走電車線的東海道本線、東北本線近距離列車。從橫濱站直通運行至根岸線。 - 車站編號「JK 16」
- 南武線：以此站為起點，連結川崎市與多摩地域的路線。 - 車站編號「JN 01」

雖然本站位於川崎市內，但為方便起見，依據特定都區市內的特例屬於「橫濱市內」（如同南武線、鶴見線的川崎區與幸區各站）。
本站是東海道本線橫濱市內範圍的北限，橫濱支社管理區域與東京支社管理區域的社界位於此站與蒲田站之間東海道本線六鄉川橋樑的蒲田側堤防上。
此站有地下街連通京濱急行電鐵本線與大師線停靠的京急川崎站以地下街連結。兩站的連絡定期券在2008年3月15日開始發售。

## 歴史

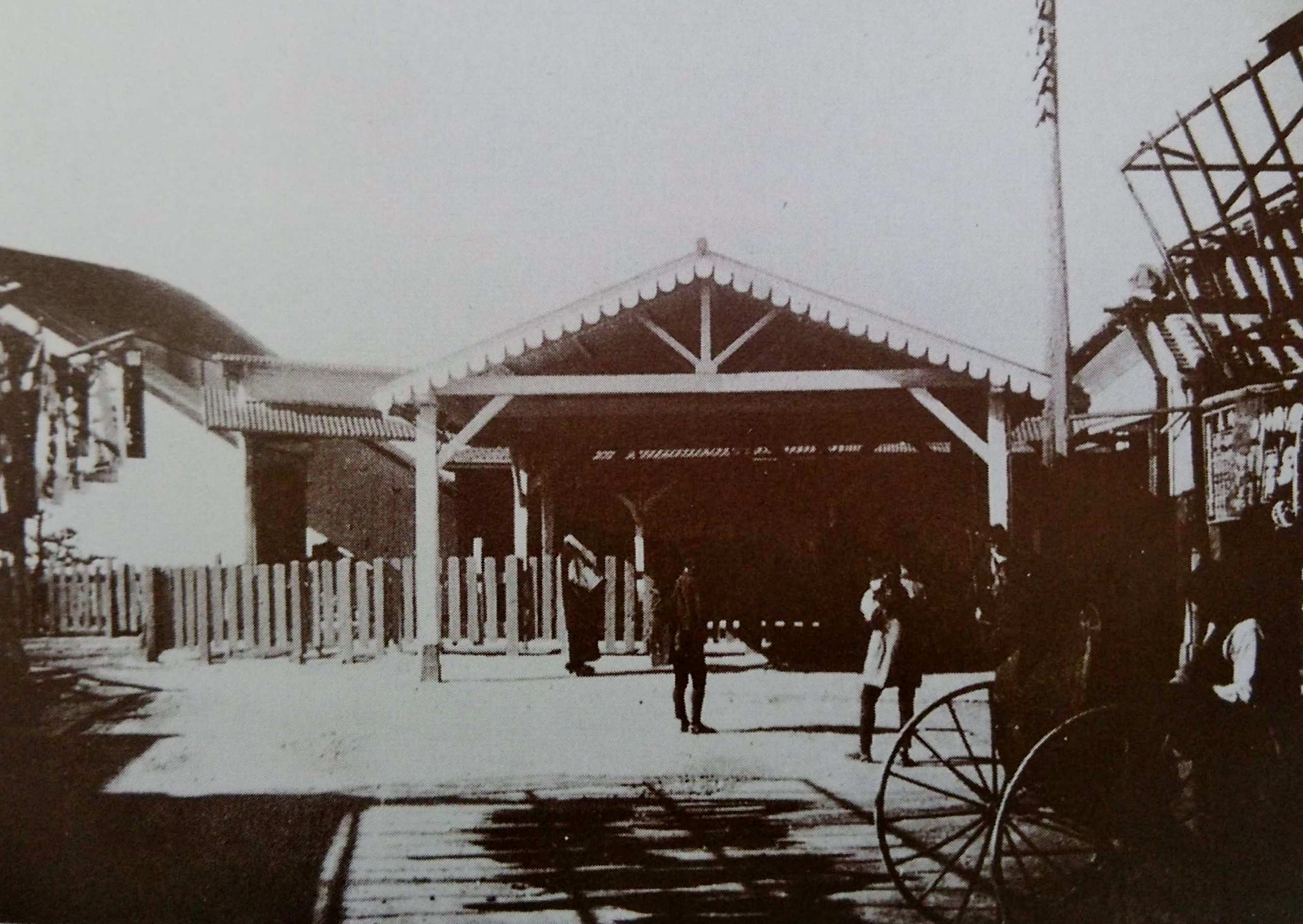
明治34年左右的川崎站

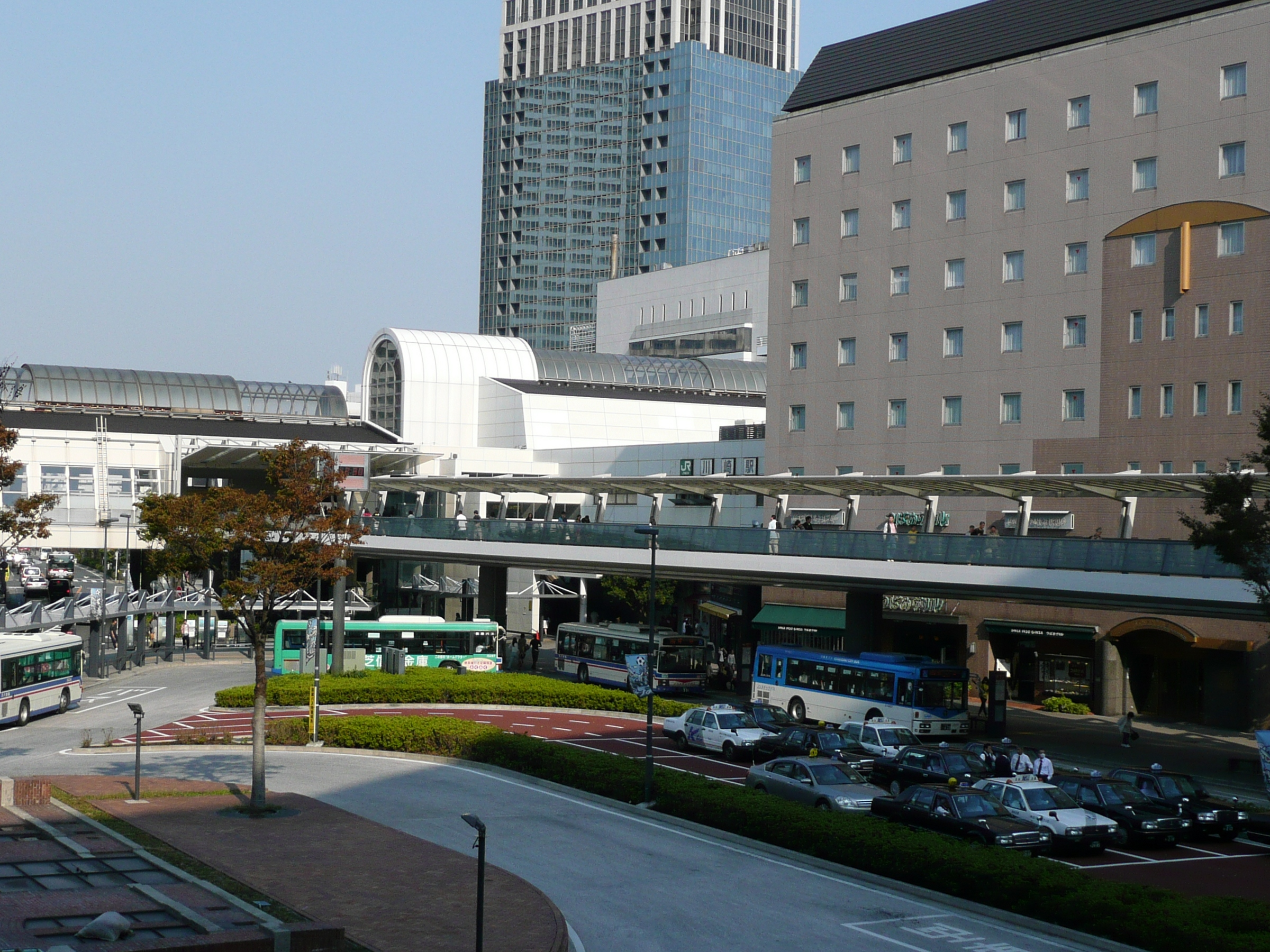
西口（2011年10月8日）

- 1872年7月10日（明治5年6月5日）：與神奈川站共同開業，是日本第三座鐵路車站。當時為客運專用站。
- 1898年（明治31年）4月1日：貨物業務開始。
- 1914年（大正3年）12月20日：京濱線（京濱東北線前身）開始運行。
- 1918年（大正7年）5月1日：東海道本線貨物支線通車至濱川崎站。
- 1927年（昭和2年）3月9日：南武鐵道線（現在的南武線）通車至登戶站[2]。
- 1944年（昭和19年）
  - 4月1日：南武鐵道國有化[2]。
  - 10月14日：川崎市電川崎站前電停開業。
- 1959年（昭和34年）4月1日：車站大樓完工。
- 1960年（昭和35年）6月1日：橫須賀線電車全日停靠。
- 1965年（昭和40年）10月1日：營業範圍從「一般運輸營業」改為「旅客、手提行李、小型貨物與車載貨物」。
- 1969年（昭和44年）4月1日：川崎市電川崎站前電停停業。
- 1973年（昭和48年）10月1日：本站至濱川崎站的貨物支線停業。
- 1980年（昭和55年）10月1日：SM分離（東海道線與橫須賀線分離運轉），橫須賀線不再行經本站，同時東海道線全部普通列車停靠本站[3]。
- 1981年（昭和56年）9月1日：廢除貨物業務。
  - 通往明治製菓川崎工場的專用線維持使用，往東芝川崎工場的專用線則在1970年（昭和45年）左右停用。
- 1986年（昭和61年）
  - 10月1日：東口地下街「川崎Azalea（日语：川崎アゼリア）」開幕。川崎站東口巴士總站啟用。
  - 11月1日：廢除行李業務。
- 1987年（昭和62年）4月1日：國鐵分割民營化，成為東日本旅客鐵道（JR東日本）車站[2]。
- 1988年（昭和63年）6月28日：改建為跨站式站房。車站大樓整修與增建。
- 2001年（平成13年）11月18日：IC卡「Suica」啟用[報道 1]。
- 2007年（平成19年）4月1日：LAZONA川崎（日语：ラゾーナ川崎）前的西口北巴士總站（2018年4月1日起改稱「川崎站LAZONA廣場」）啟用。
- 2011年（平成23年）
  - 4月：川崎站東口整修完成，東口巴士總站分為「海島、空島」兩區。
  - 4月9日：南武線的快速列車開始運行。原先預定從3月12日上路，但因東日本大地震而延期。
- 2014年（平成26年）2月23日：凌晨1點11分左右，京濱東北線回送電車與工程車輛發生衝撞而出軌。蒲田 - 鶴見區間全日停駛。
- 2015年（平成27年）3月14日：上野東京線通車。東海道線列車與宇都宮線、高崎線列車相互直通運轉。
- 2016年（平成28年）
  - 4月5日：南武線月台發車音樂改為「川崎市歌」[報道 2]。
  - 12月10日：東海道線月台發車音樂改為《昂首向前走》[報道 3][新聞 1]。
- 2017年（平成29年）6月18日：中央北檢票口啟用，原來的檢票口更名為中央南檢票口，東西自由通道改名為中央通道[報道 4][新聞 2][新聞 3]。
- 2018年（平成30年）
  - 2月17日：atre川崎內檢票口（atre檢票口）、連結車站東西兩側的北口自由通道、北口檢票口啟用[報道 5][報道 6][新聞 4]。
  - 11月3日：1、2號線（東海道線月台）實施拓寬工程[報道 7][新聞 5]。
- 2020年（令和2年）12月18日：VIEW PLAZA（日语：びゅうプラザ）結束營業[4][報道 8]。
- 2021年（令和3年）
  - 3月18日：站內共享辦公室「STATION WORK」的亭型「STATION BOOTH」啟用（預定）[報道 9]。
  - 3月21日：3、4號線（京濱東北線月台）月台門啟用（預定）[報道 10][報道 11]。
  - 春：JR東日本旅行服務中心（JR東日本駅たびコンシェルジュ）啟用（預定）[報道 12]。

## 車站構造
本站是島式月台3面6線的地面車站，站房採跨站式站房設計。月台中央設有通往大廳的電扶梯（上行）及電梯。
月台橫濱側有轉乘用天橋。北檢票口與北口自由通道於2018年2月17日完工。中央北檢票口和北檢票口業務已委託給JR東日本車站服務。
| 月台 | 路線       | 方向 | 目的地                              |
| ---- | ---------- | ---- | ----------------------------------- |
| 1    | 東海道線   | 下行 | 橫濱、熱海方向                      |
| 2    | 東海道線   | 上行 | 東京、上野、大宮方向 （上野東京線） |
| 3    | 京濱東北線 | 南行 | 橫濱、關內方向                      |
| 4    | 京濱東北線 | 北行 | 東京、大宮方向                      |
| 5、6 | 南武線     | -    | 登戶、立川方向                      |

（來源：JR東日本:車站構內圖 （页面存档备份，存于））
東海道線月台曾經與橫須賀線共用。1980年10月1日改點實施SM分離後，橫須賀線列車改經品鶴線。品鶴線新川崎站也配合啟用。
東海道線月台（1、2號線）全日配有站員負責發車音樂與上下車結束信號。

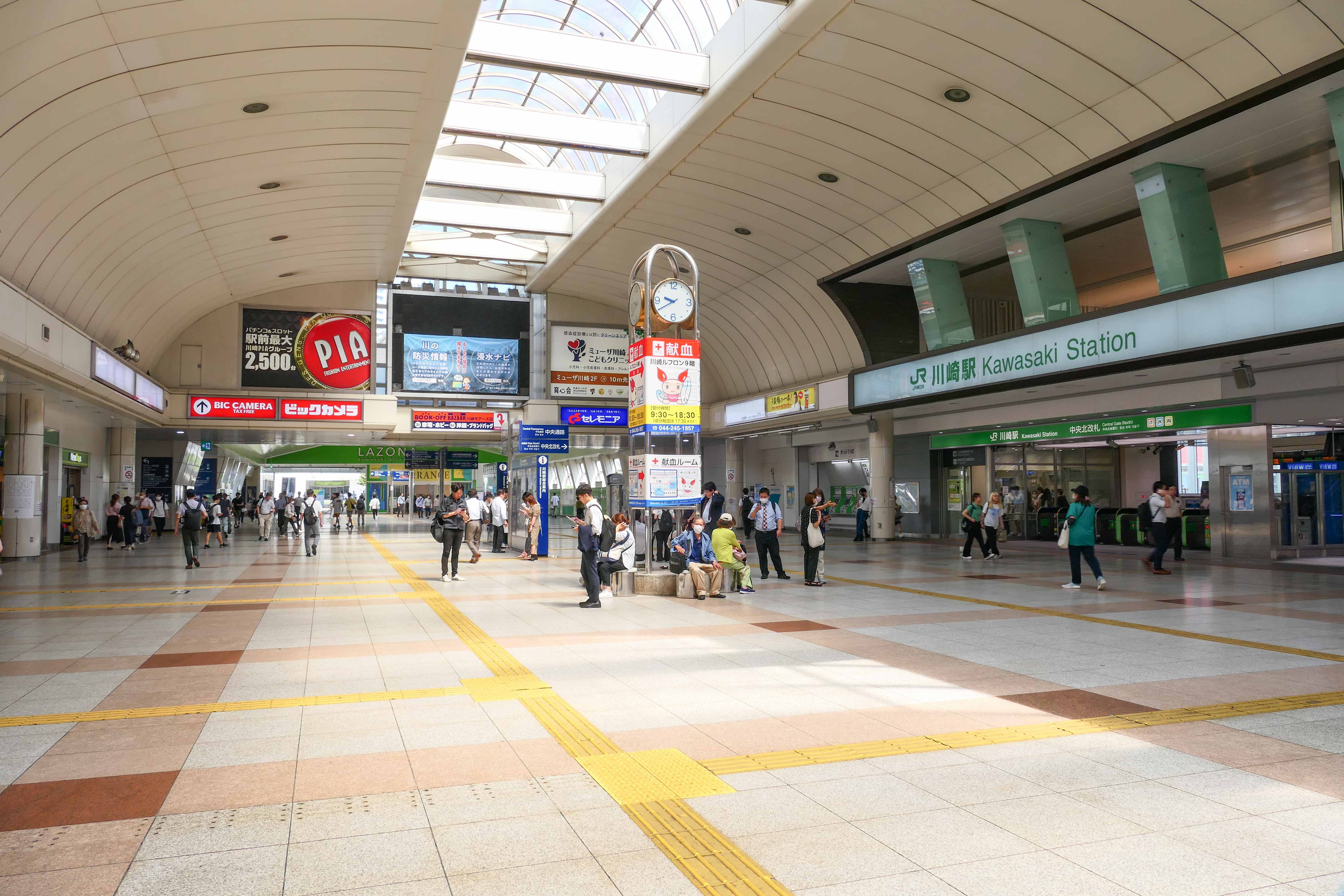
車站大廳（2023年7月）
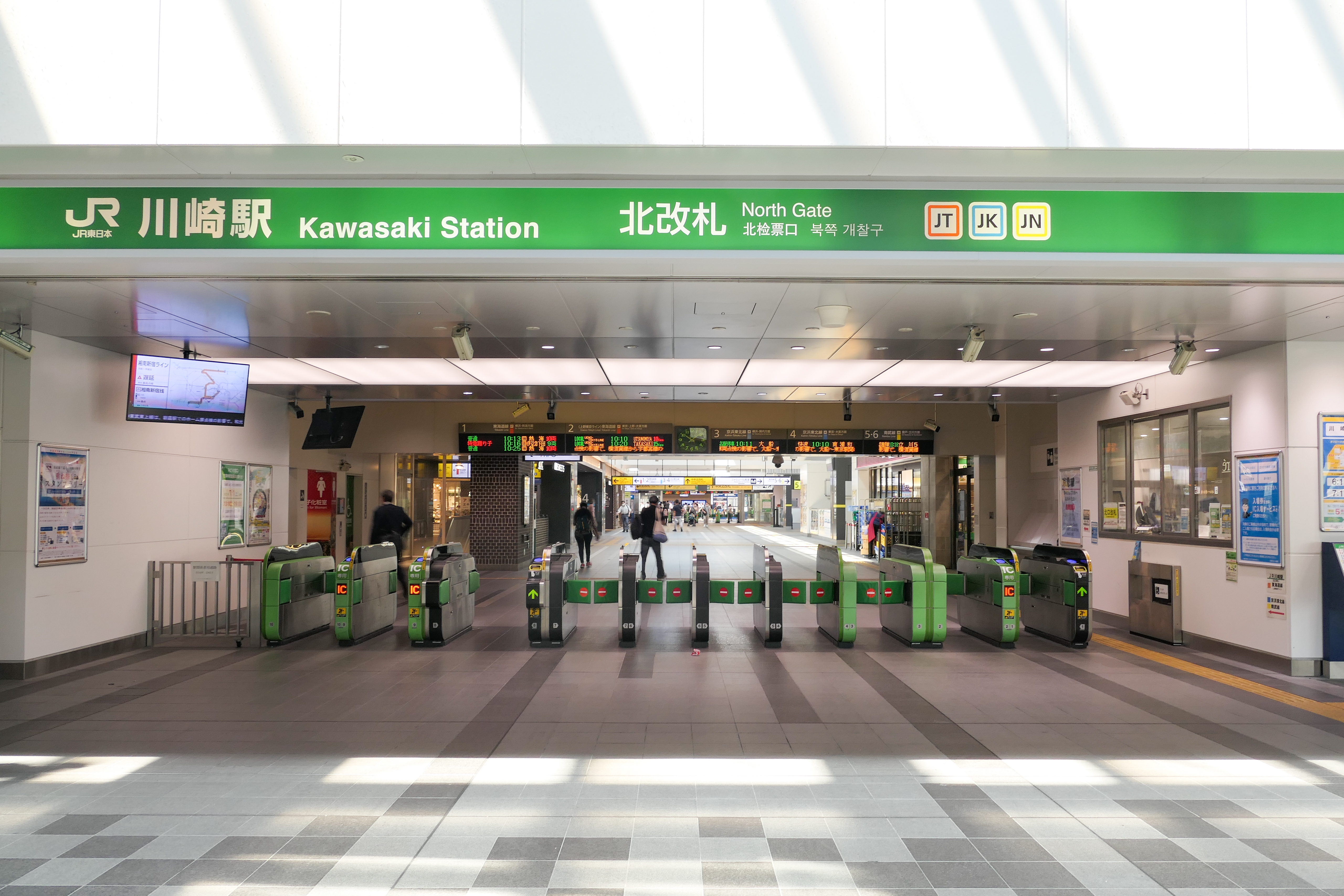
北驗票閘口（2023年7月）
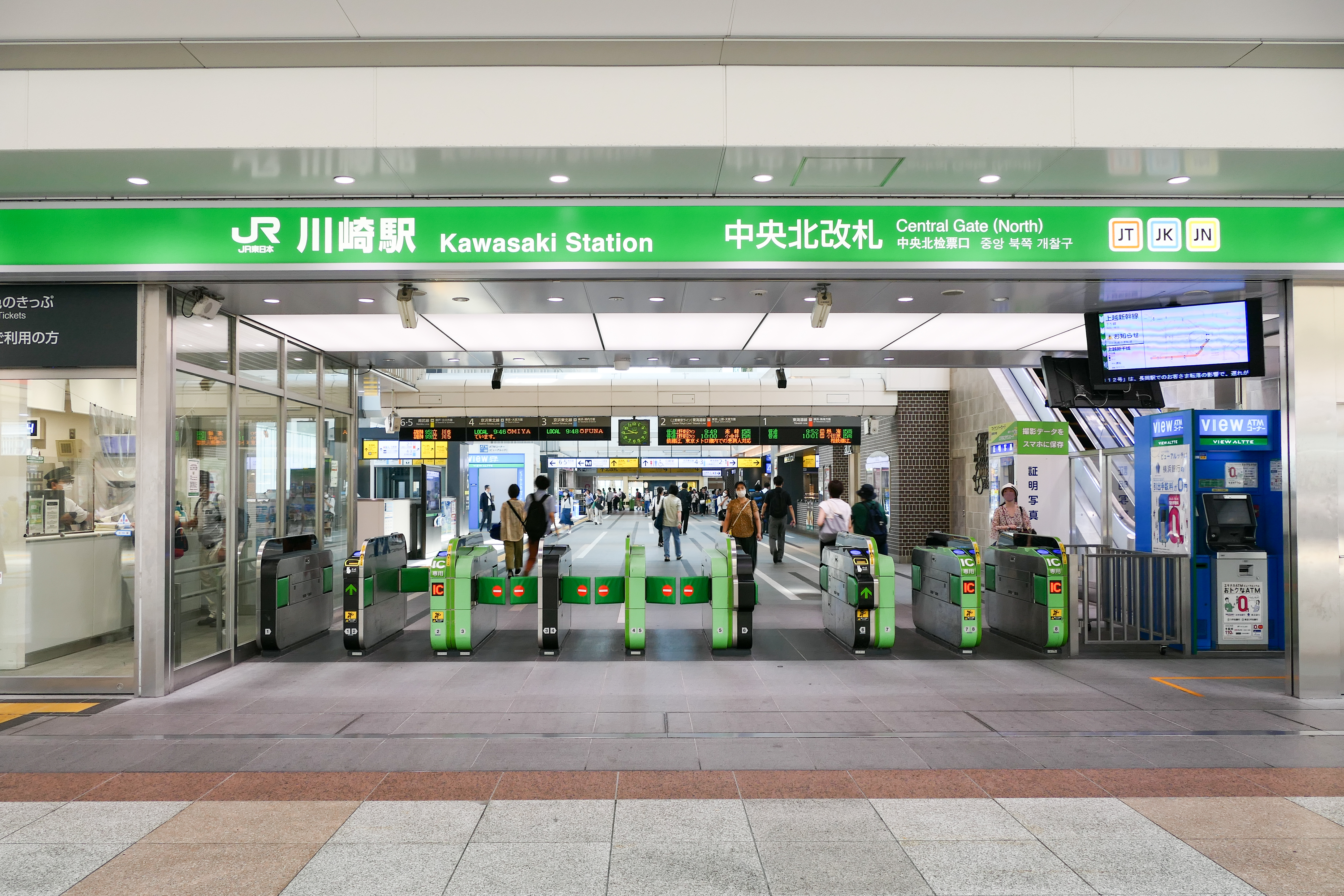
中央北驗票閘口（2023年7月）
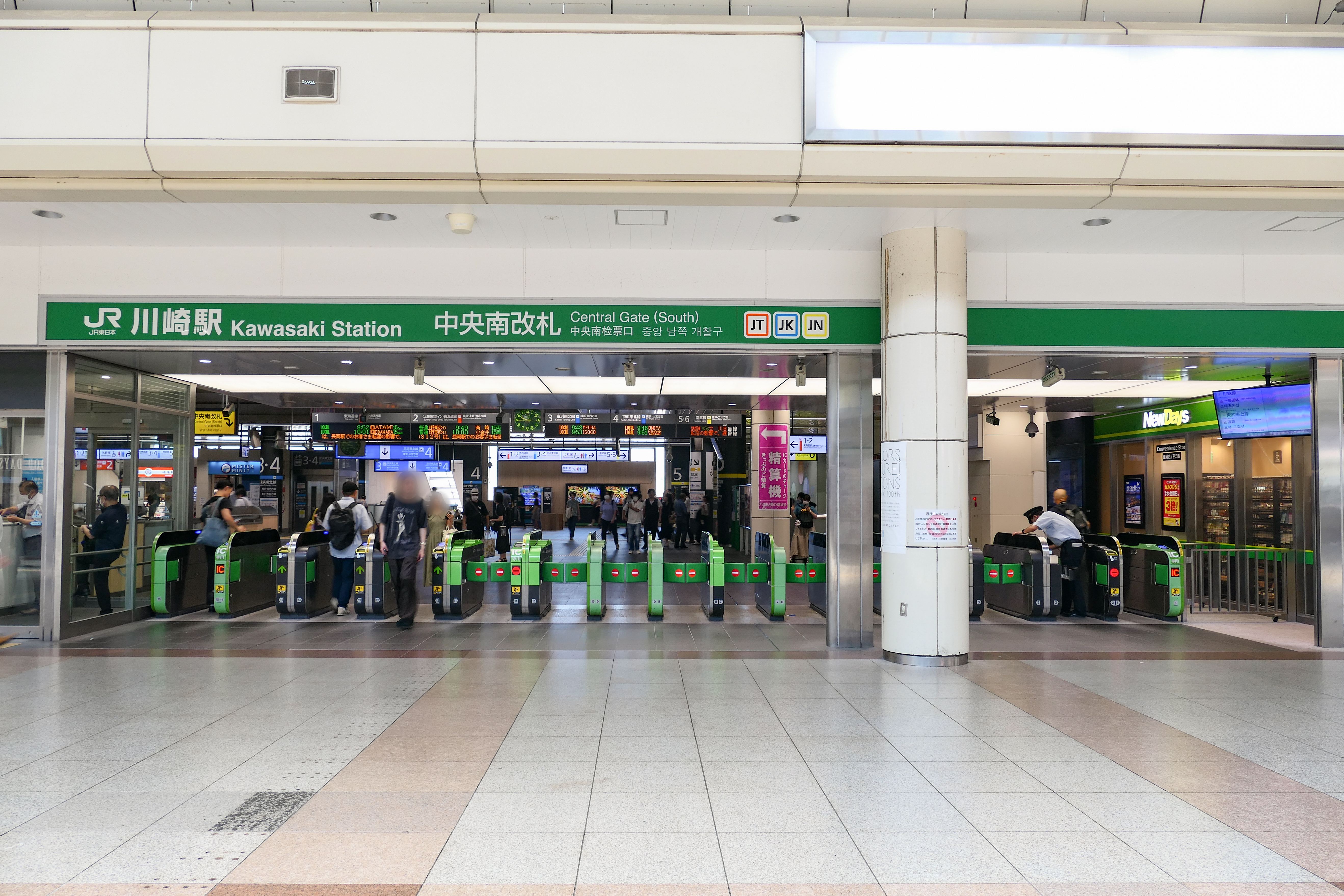
中央南驗票閘口（2023年7月）
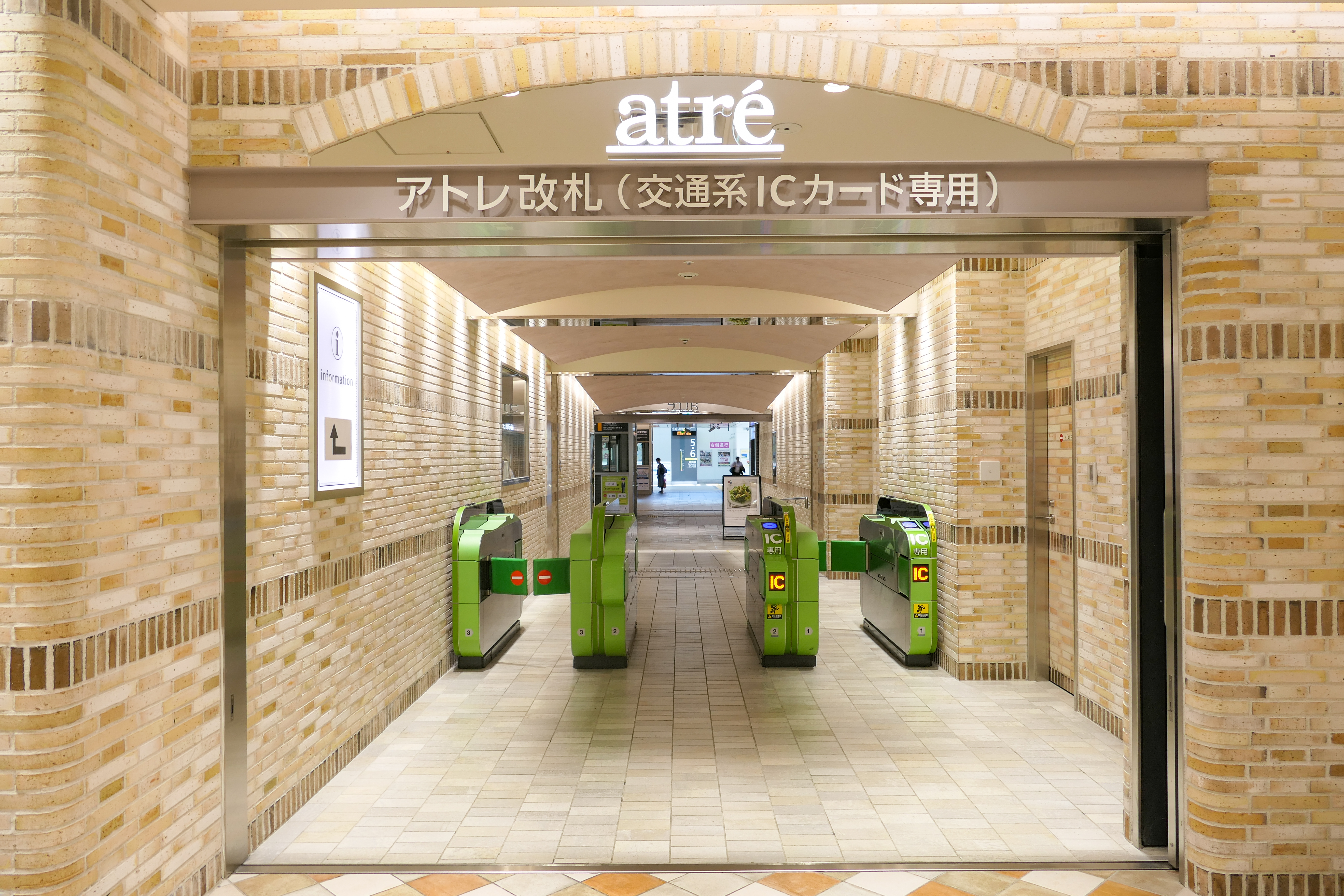
atre 驗票閘口（2023年7月）
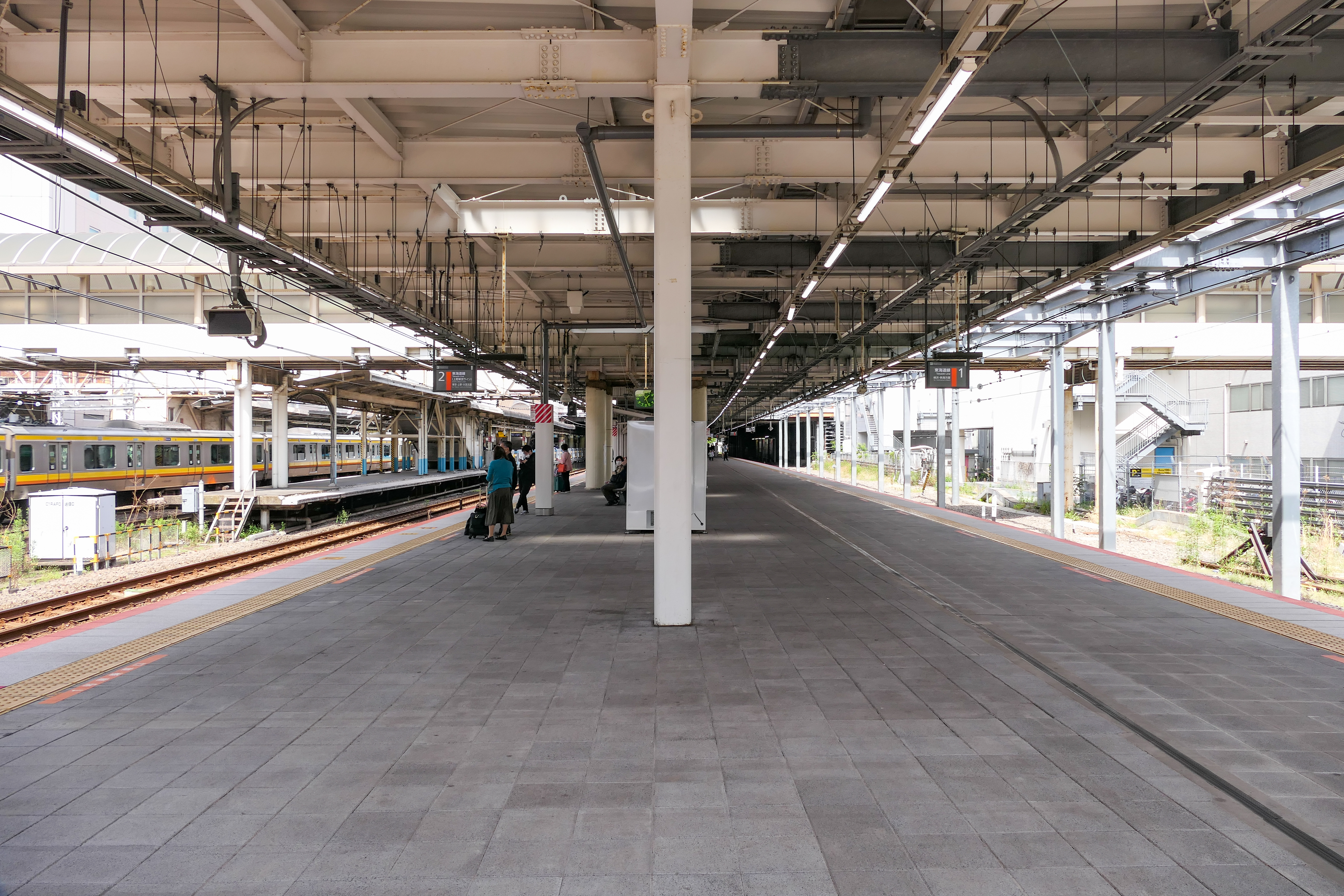
東海道線1號與2號月台（2023年5月）
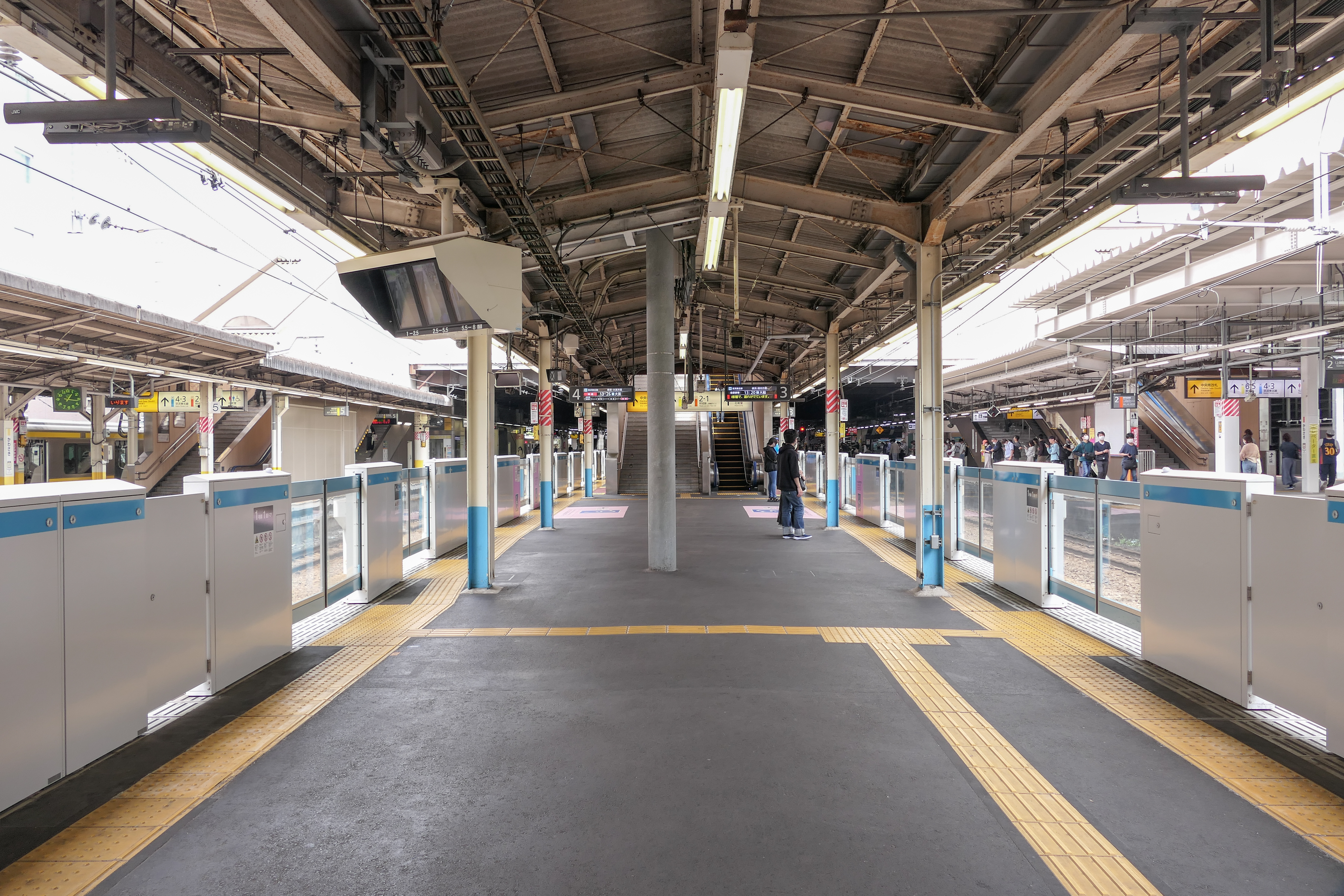
京濱東北線3號與4號月台（2023年5月）
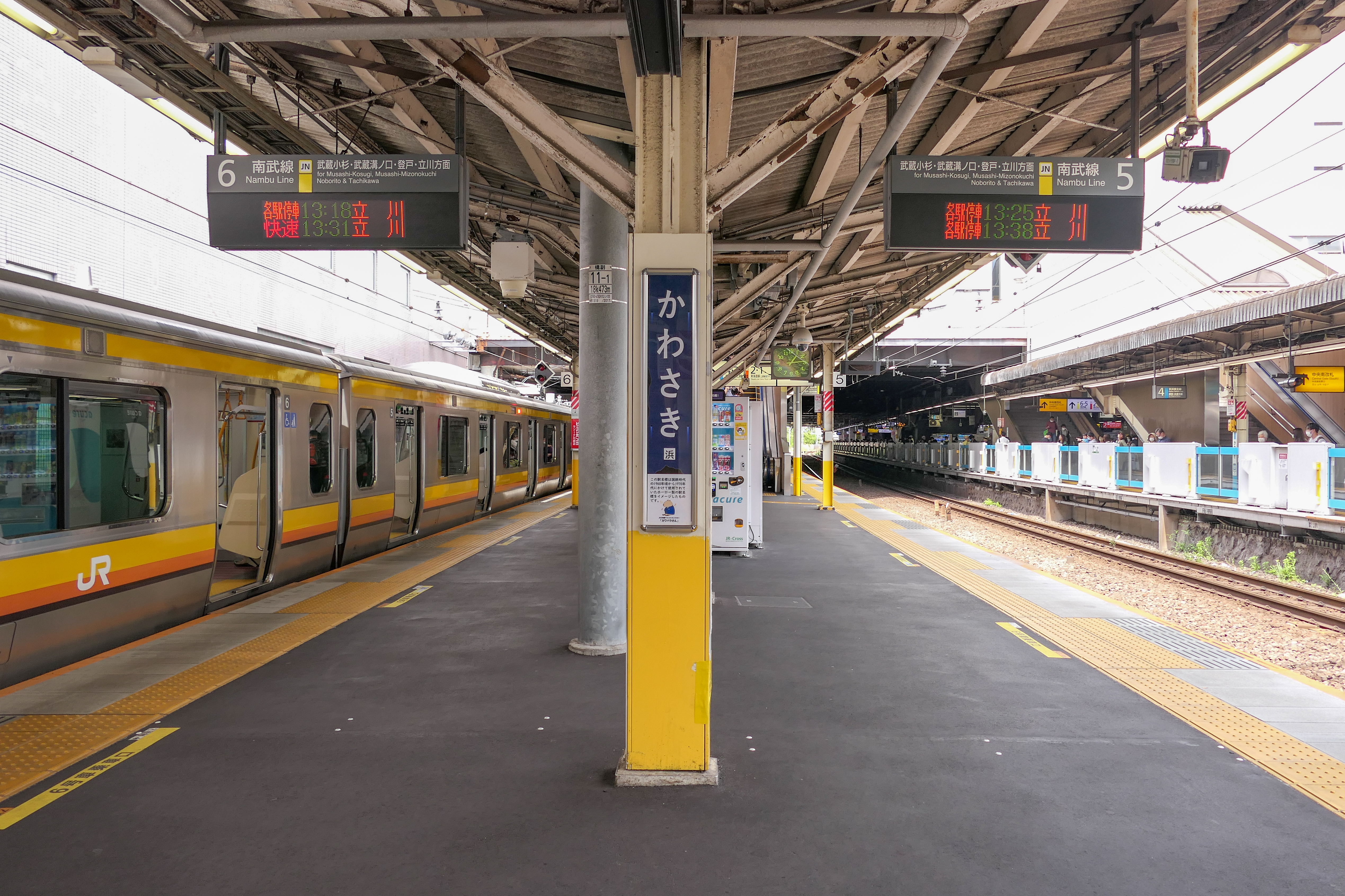
南武線5號與6號月台（2023年5月）

### 發車音樂
東海道線1、2號線月台在2016年12月10日起採用川崎市出身的坂本九代表曲《昂首向前走》作為發車音樂。音樂由製作公司SWTICH製作，編曲者為福嶋尚哉。南武線月台5、6號線的發車音樂在2016年4月5日改為《川崎市歌》。京濱東北線3、4號線月台的發車音樂是[日本電音製作的樂曲。
| 1・2 | JT | 昂首向前走 |
| 3    | JK | 高原       |
| 4    | JK | [春]       |
| 5・6 | JN | 川崎市歌   |

### 站內設備
- 綠色窗口
- 商店
  - NewDays
    - 川崎店 - 中央南檢票口內大廳（東海道線月台側）
    - 川崎中央南檢票口店  - 中央南檢票口外大廳
    - 川崎東口店 - 東口道路脇
    - atre川崎北口店 - 北口檢票口內大廳
    - atre川崎北側檢票口內店 - 北口檢票口內大廳

  - NewDays KIOSK 川崎站檢票口內店
  - Monthly Sweets atre川崎 - 北檢票口外atre川崎內
  - 崎陽軒 川崎站大廳店 - 中央南檢票口內大廳
  - MISTER MINIT JR川崎站店 - 中央南檢票口內大廳
- 餐飲店
  - いろり庵きらく 川崎店 - 中央南檢票口內大廳
  - 濱そば 川崎店 - 京濱東北線月台
  - atre川崎 デリ・スイーツ・イートインゾーン - 北側檢票口內大廳

## 使用情況
- JR東日本 - 2019年度1日平均上車人次為215,234人[利用客数 1]。
JR東日本車站次於北千住站排行第11位，該公司神奈川縣內的車站僅次於橫濱站，排行第2位。南武線第一位。

作為川崎市的據點車站之一，1968年度曾突破19萬人，之後持續下滑至1985年度跌破15萬人。1986年度起止跌回升，1993年度至2000年度再次衰退。2001年度以後再次恢復成長，2013年度打破45年來最高紀錄。2014年度超越北千住站、高田馬場站，首次站上20萬人大關。
近年的推移如下表。
| 年度               | 1日平均上車人次 | 1日平均上車人次 | 1日平均上車人次 | 來源                |
| 年度               | 定期外          | 定期            | 合計            | 來源                |
| ------------------ | --------------- | --------------- | --------------- | ------------------- |
| 1968年（昭和43年） |                 |                 | 192,349         |                     |
| 1990年（平成02年） |                 |                 | 158,234         |                     |
| 1995年（平成07年） |                 |                 | 163,468         | [ 乗降データ 2 ]    |
| 1996年（平成08年） | 56,316          | 107,173         | 163,489         |                     |
| 1997年（平成09年） | 56,028          | 106,019         | 162,047         |                     |
| 1998年（平成10年） | 56,357          | 104,351         | 160,708         | [ 神奈川県統計 1 ]  |
| 1999年（平成11年） | 56,888          | 101,182         | 158,070         | [ 神奈川県統計 2 ]  |
| 2000年（平成12年） | 56,074          | 100,217         | 156,291         | [ 神奈川県統計 2 ]  |
| 2001年（平成13年） | 57,472          | 100,007         | 157,479         | [ 神奈川県統計 3 ]  |
| 2002年（平成14年） | 60,222          | 97,655          | 157,877         | [ 神奈川県統計 4 ]  |
| 2003年（平成15年） | 62,025          | 95,928          | 157,953         | [ 神奈川県統計 5 ]  |
| 2004年（平成16年） | 63,687          | 96,540          | 160,227         | [ 神奈川県統計 6 ]  |
| 2005年（平成17年） | 65,000          | 98,495          | 163,495         | [ 神奈川県統計 7 ]  |
| 2006年（平成18年） | 71,734          | 102,916         | 174,650         | [ 神奈川県統計 8 ]  |
| 2007年（平成19年） | 76,677          | 106,900         | 183,577         | [ 神奈川県統計 9 ]  |
| 2008年（平成20年） | 77,563          | 108,922         | 186,485         | [ 神奈川県統計 10 ] |
| 2009年（平成21年） |                 |                 | 187,147         | [ 神奈川県統計 11 ] |
| 2010年（平成22年） |                 |                 | 185,300         | [ 神奈川県統計 12 ] |
| 2011年（平成23年） |                 |                 | 185,651         | [ 神奈川県統計 13 ] |
| 2012年（平成24年） | 75,656          | 112,536         | 188,193         | [ 神奈川県統計 14 ] |
| 2013年（平成25年） | 77,994          | 119,015         | 197,010         | [ 神奈川県統計 15 ] |
| 2014年（平成26年） | 80,195          | 123,958         | 204,153         | [ 神奈川県統計 16 ] |
| 2015年（平成27年） | 80,898          | 126,827         | 207,725         | [ 神奈川県統計 17 ] |
| 2016年（平成28年） | 81,337          | 128,142         | 209,480         | [ 神奈川県統計 18 ] |
| 2017年（平成29年） | 82,546          | 129,350         | 211,896         | [ 神奈川県統計 19 ] |
| 2018年（平成30年） | 83,915          | 130,686         | 214,601         |                     |
| 2019年（令和元年） | 82,467          | 132,766         | 215,234         |                     |

## 車站周邊
川崎市悠久的繁華街位於車站東側。原為工廠用地的車站西側在2000年代開始開發。近年開始開發北口與車站東北方京急川崎站周邊。

### 東口
連結站房的車站大樓有「atre川崎」入駐。

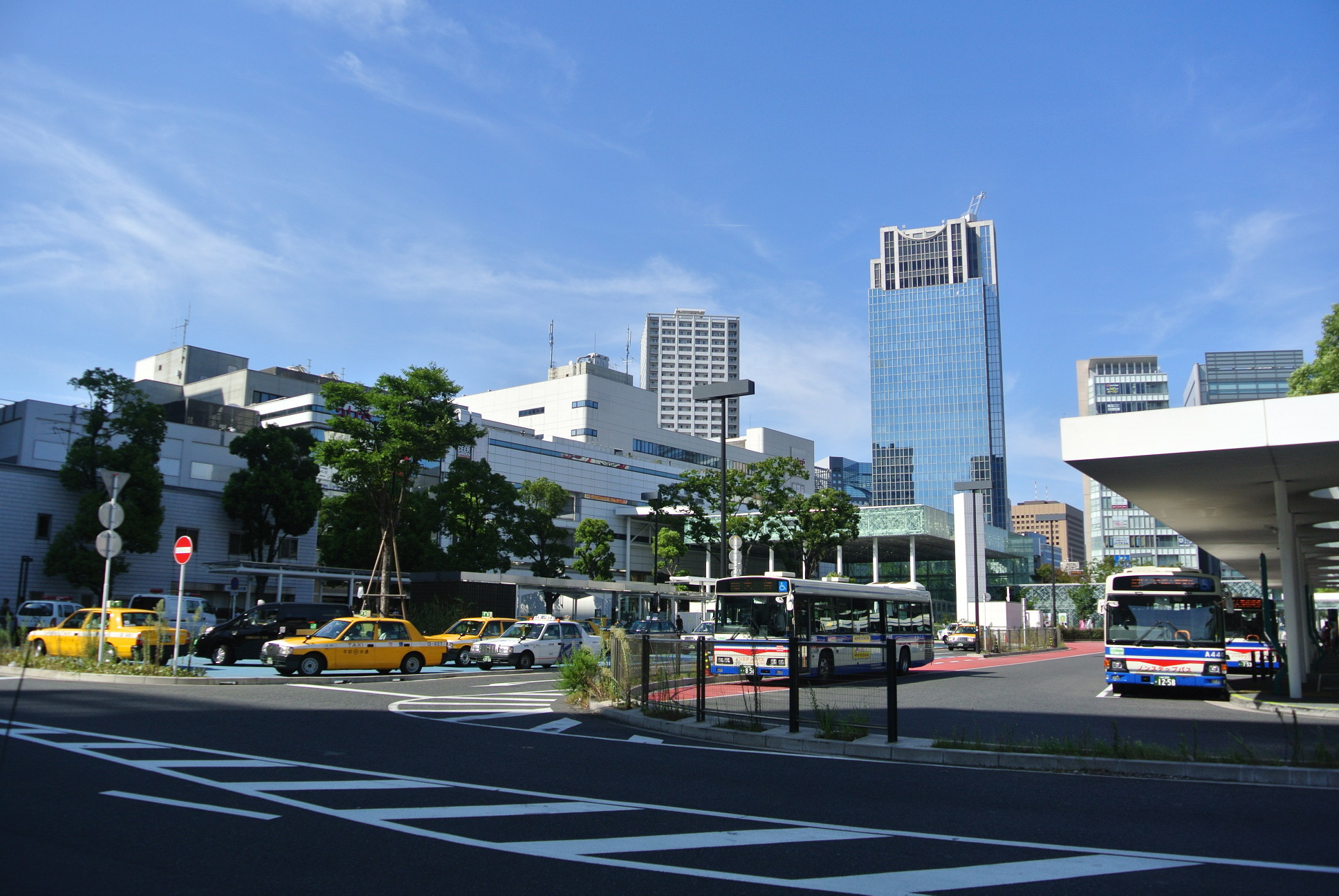
川崎站東口巴士總站（2013年8月）

在2003年西武百貨店川崎店、2018年1月14日丸井川崎店因業績不佳陸續退出後，百貨店僅剩老店雜賀屋，但周邊仍有多間商店與商業設施。
站前的巴士總站可搭乘川崎市交通局、川崎鶴見臨港巴士、京濱急行巴士、羽田京急巴士的路線巴士與高速巴士。其地下是地下商店街「川崎Azalea」，有通道連通巴士總站、京急川崎站與周邊商業設施。Azalea及川崎MORE'S之間的連絡通道電扶梯曾是世界最短。
京急川崎站位於本站東北方200公尺。巴士總站東南部有京急本線高架線通過。
- atre川崎
- 川崎Azalea（日语：川崎アゼリア）（川崎地下街）
- 川崎LeFRONT（日语：川崎ルフロン）
  - 友都八喜多媒體川崎LeFRONT
  - SUPER SPORTS XEBIO（日语：ゼビオホールディングス）川崎LeFRONT店
- 川崎DICE（日语：川崎DICE）
  - 東急手創館川崎DICE店
  - TOHO CINEMAS（日语：TOHOシネマズ）川崎
- 川崎日航酒店（日语：川崎日航ホテル）
  - 雜賀屋（日语：さいか屋）川崎店
- 川崎ZERO GATE（2019年8月8日開業[新聞 7]）
- LA CITTADELLA（日语：ラ チッタデッラ）
  - CINECITTA'（日语：チネチッタ (川崎市)）
  - CLUB CITTA'（日语：CLUB CITTA'）
- 川崎MORE'S（日语：横浜岡田屋）
- 川崎站前TOWER RIVERK（日语：川崎駅前タワー・リバーク）
- 大和魯內酒店（日语：ダイワロイネットホテルズ）川崎 - 2021年3月12日起與站內辦公室「STATION WORK」合作（事前預約制）[報道 13]
- 京急川崎站前大樓
  - Wing（日语：京急ショッピングセンター）川崎
  - 京急EX INN（日语：京急イーエックスイン）
- Yodobashi Outlet（日语：ヨドバシアウトレット）京急川崎
- 川崎市役所
- 川崎區役所

- 川崎競馬場
- 川崎競輪場

郵局、主要金融機關
- 川崎砂子郵便局
- 川崎市役所通郵便局
- 川崎中央郵便局（日语：川崎中央郵便局） - 第一京濱（國道15號線）旁。
  - 郵貯銀行川崎店
  - 簡保生命川崎支店
- 川崎信用金庫（日语：川崎信用金庫）本店
- 橫濱銀行 川崎支店
- 三菱UFJ銀行
  - 川崎支店
  - 川崎站前支店
- 瑞穗銀行川崎支店
- 里索那銀行川崎支店
- 三井住友銀行川崎支店
- 中央勞動金庫（日语：中央労働金庫）川崎支店
- 神奈川銀行（日语：神奈川銀行）川崎支店
- 三井住友信託銀行川崎支店
- 三菱UFJ信託銀行川崎支店
- 靜岡銀行川崎支店
- 駿河銀行（日语：スルガ銀行）川崎支店
- 靜岡中央銀行（日语：静岡中央銀行）川崎支店

#### 東口站前整修

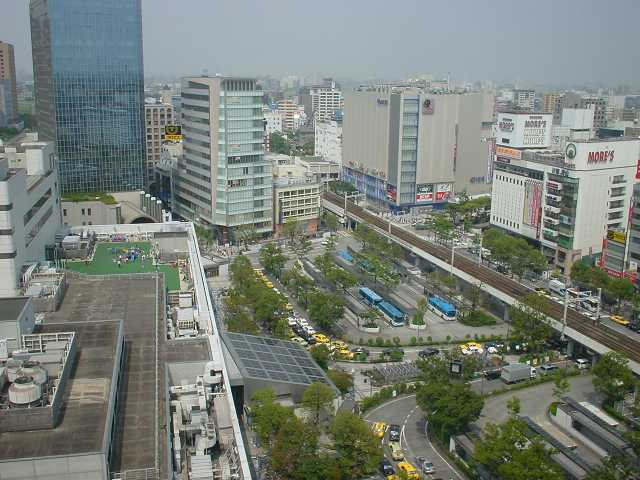
川崎站東口（2005年6月）

現在的站前廣場已使用超過20年以上。動線與視線問題也時常造成行人困擾。
對此，川崎市於2007年召集會議，2008年3月提出政策。內容包含將遮住視線的Azalea中央階梯屋頂與牆壁改為透明素材，打造開放空間感；將上下階梯造成堵塞的島式巴士乘車處從七處整併為兩處；增加斑馬線、電扶梯、電梯等無障礙設施。另外還增加站前廣場整體的電扶梯與電梯數量，於站旁整備計程車與一般車的上下車空間，街道樹的景觀工程等。
整修工程於2009年度動工，2011年4月完工。

#### 北口自由通道
2010年1月22日，川崎市與JR東日本對於北口自由通道及檢票口設置費用負擔與整備事項達成共識。整體整備費用約200億日圓，過半由川崎市負擔。月台東京側的轉乘天橋的拓寬工程於2012年度動工。2018年2月17日啟用。拓寬工程還包含了電扶梯、電梯與商店的設置。

### 西口

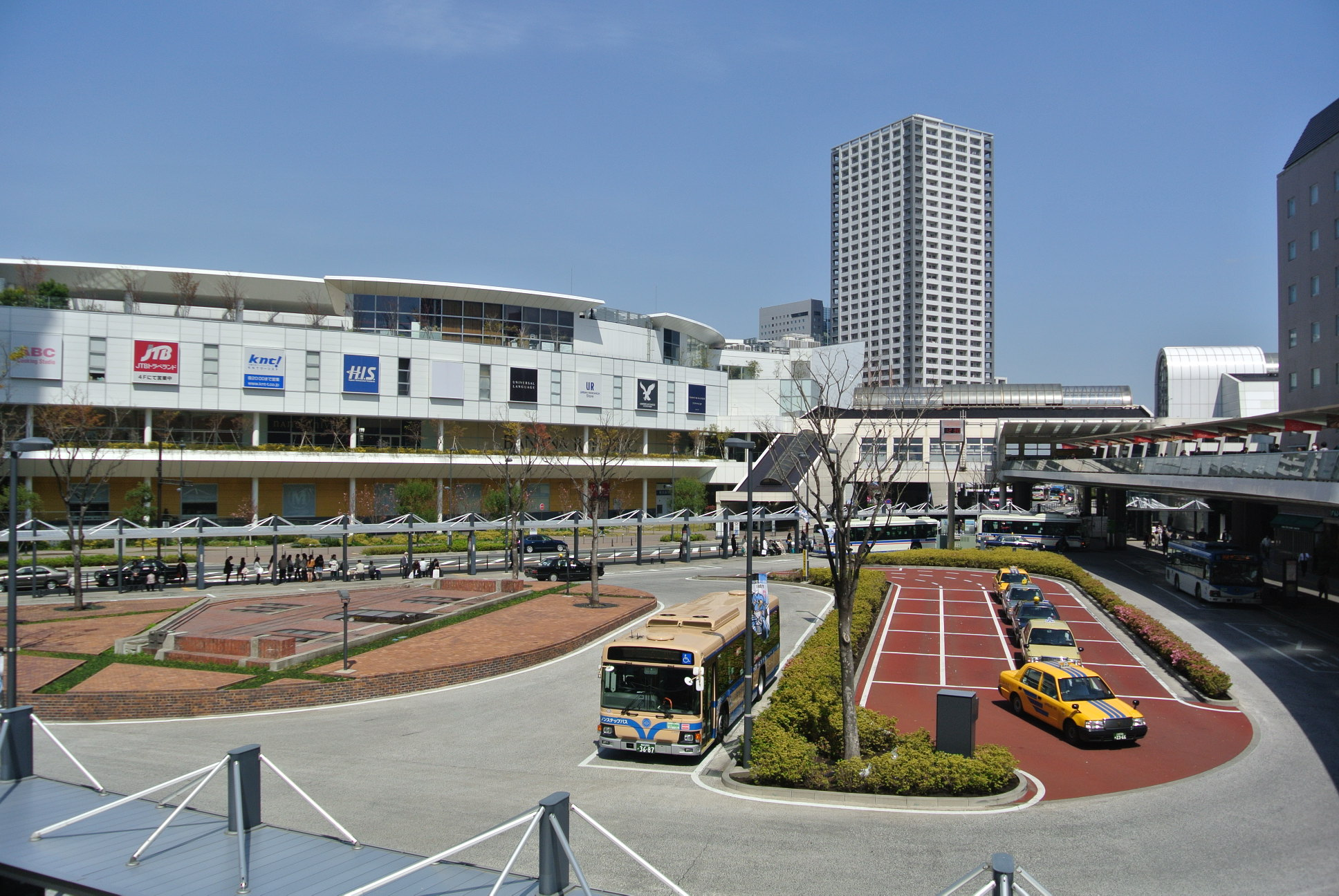
川崎站西口北巴士總站「LAZONA廣場」

過去的川崎站西口是東芝堀川町工場與明治製菓工場等林立的工業區。工廠撤出後成為大片閒置空地，之後進行大規模再開發。
車站東北部地區的明治製糖、明治製菓舊址以「川崎Technopia」重新開發。明治製菓工場舊址跡則在1995年4月完成大規模辦公大樓SolidSquare。
車站西南側地區則以「音座川崎」重新開發。2004年7月1日音座川崎交響音樂廳開幕，是川崎市「音樂之城」目標的據點設施。
西側站前地區的東芝川崎事業所舊址以「LAZONA川崎」再開發。商業部分的「LAZONA川崎廣場」於2006年9月28日開幕。擁有郊外型購物中心的規模，加上交通總站前的位置，其營業額在日本全國的購物中心中僅次於成田國際機場。商場內有Bic Camera、丸善、109 CINEMAS等。住宅部分的LAZONA川崎RESIDENCE於2007年春天開始入住。
剩餘的西南部區劃在2013年3月以「LAZONA川崎東芝大樓」開發為東芝集團的新事業據點。2樓設有東芝未來科學館。
比東口小的西口亦設有巴士總站，可搭乘川崎鶴見臨港巴士、川崎市交通局、橫濱市交通局、東急巴士。LAZONA川崎廣場前的川崎站西口北巴士總站完成後，東口部分巴士系統移往該站。
站旁有JR東日本METS飯店川崎。2021年1月27日起開放站內辦公室「STATION WORK」租借服務（事前預約制）。
2018年5月18日，JR東日本舉行川崎站西口開發計畫動工典禮。將建設辦公高層棟、辦公低層棟、飯店三棟建築。飯店將於2020年春季完成，整體將於2021年春季完工。
2020年3月26日，JR東日本橫濱支社公布川崎站西口開發計畫的街區名稱為「KAWASAKI DELTA」，由「JR川崎TOWER 辦公棟、商業棟」、「川崎大都會飯店」、行人地盤上的中央廣場「DELTA PLAZA」組成。「川崎大都會飯店」已於2020年5月18日開幕，並預定街區全街區在2021年4月全面啟用。
2021年1月22日，JR川崎TOWER商業棟開幕，並宣布川崎站西口開發計畫「KAWASAKI DELTA」全面開幕時間。JR川崎TOWER商業棟的2樓將於2021年5月13日、3至5樓將於同月19日啟用。2樓將開設咖啡廳、餐廳、保育園等，3至5樓將開設「Jexer Fitness&SPA24川崎」。行人地盤、JR川崎Tower辦公棟將於2021年4月開幕，而辦公棟內的「STATION CONFERENCE川崎」將於同年6月1日開幕。

#### 川崎站西口再開發地區
- 川崎Technopia（日语：かわさきテクノピア） - 明治製糖、明治乳業川崎工場舊址
  - SolidSquare（日语：ソリッドスクエア）
    - 神奈川縣護照中心川崎支所
- 音座川崎（日语：ミューザ川崎）
  - 音座川崎交響音樂廳
  - 音座川崎Central Tower（日语：ミューザ川崎セントラルタワー）
- LAZONA川崎（日语：ラゾーナ川崎） - 東芝川崎事業所舊址
  - LAZONA川崎廣場
    - HMV LAZONA川崎店
    - BIC CAMERA LAZONA川崎店
    - 109 CENIMAS川崎
    - 丸善 LAZONA川崎店

  - LAZONA川崎東芝大樓（日语：川崎東芝ビル）
    - 東芝未來科學館（日语：東芝未来科学館）

  - LAZONA川崎RESIDENCE

## 巴士路線

### 東口（川崎站前、川崎站）
西口北巴士總站完工後，部分巴士路線從東口改至該站，因此有部分乘車處沒有巴士停靠。2008年12月15日起，川崎市交通局的川74系統在白天時段增停東口。
巴士乘車處改良工程完工後，2009年6月8日起將乘車處分為橫濱側的「海島」與東京側的「空島」。除了有行人步道直通車站，川崎Azalea地下街也新設電梯連通巴士乘車處。
除了高速巴士乘車處外，巴士總站內的各業者站名並不相同，如川崎市交通局、日東交通、小湊鐵道稱作「川崎站」，川崎鶴見臨港巴士、京濱急行巴士稱作「川崎站前」。
巴士業者：川崎市交通局、川崎鶴見臨港巴士、京濱急行巴士、日東交通 (千葉縣)、小湊鐵道、東京BAY SERVICE、京成巴士、WILLER EXPRESS、平成ENTERPRISE、岩手縣北自動車
海島（横濱邊月台）
| 乘車場 | 路線 | 經由                                                                  | 迄點                     | 備註         | 運行社局     |
| ------ | ---- | --------------------------------------------------------------------- | ------------------------ | ------------ | ------------ |
| 1號    | 川21 | 皐月橋、川崎臨港警察署前                                              | 水江町                   |              | 臨港         |
| 1號    | 川21 | 皐月橋、川崎臨港警察署前                                              | ELIIY Power前            |              | 臨港         |
| 2號    | 川21 | 皐月橋、臨港警察署前                                                  | 鹽濱二丁目               |              | 臨港         |
| 2號    | 川21 | 皐月橋、臨港警察署前                                                  | 鹽濱營業所               |              | 臨港         |
| 3號    | 川25 | 渡田第二公園、成就院前、小田三丁目                                    | 富士電機前               |              | 臨港         |
| 3號    | 川26 | 渡田第二公園、小田三丁目、入船橋、平安小學校前                        | 【富士電機循環】川崎站前 |              | 臨港         |
| 4號    | 川28 | 二之辻、京町、富士電機前、追分                                        | 【京町循環】川崎站前     |              | 臨港         |
| 4號    | 川28 | 二之辻、京町、富士電機前                                              | 濱川崎營業所             |              | 臨港         |
| 4號    | 川30 | 小田二丁目、蘆穗橋                                                    | 鶴見站東口               |              | 臨港         |
| 5號    | 川24 | 追分、JFE前、濱川崎站前、富士電機前、京町                             | 【鋼管循環】川崎站前     |              | 臨港         |
| 5號    | 川24 | 追分、JFE前、濱川崎站前、富士電機前                                   | 大榮川崎Process Center   |              | 臨港         |
| 5號    | 川24 | 南町、渡田新町、小田榮                                                | 濱川崎營業所             |              | 臨港         |
| 6號    | 川15 | 渡田新町、小田榮                                                      | 【小田榮循環】川崎站前   | 左環         | 川崎市交通局 |
| 6號    | 川40 | 渡田新町、小田榮                                                      | JFE前                    |              | 川崎市交通局 |
| 6號    | 川40 | 渡田新町、小田榮、JFE前、四谷／ 渡田新町、小田榮、JFE前、川崎南部齋苑 | 鹽濱營業所               |              | 川崎市交通局 |
| 6號    | 川40 | 渡田新町、小田榮、JFE前                                               | 水江町                   |              | 川崎市交通局 |
| 6號    | 川40 | 渡田新町、小田榮、渡田小學校前                                        | Kawasaki I' Land Suite   |              | 川崎市交通局 |
| 7號    | 川23 | 追分、四角                                                            | 大師                     |              | 臨港         |
| 8號    | 川22 | 追分、四角、濱町二丁目、川崎港郵便局前                                | 三井碼頭                 | 僅平常日早上 | 臨港         |
| 8號    | 川22 | 追分、四角、濱町二丁目                                                | 川崎港郵便局前           | 僅平常日早上 | 臨港         |
| 8號    | 川22 | 追分、四角                                                            | 濱町二丁目               |              | 臨港         |
| 9號    | 川29 | 平安小學校前、入船橋、富士電機前、追分                                | 【入船橋循環】川崎站前   |              | 臨港         |
| 9號    | 川29 | 平安小學校前、鶴見總合高校前、入船橋                                  | 東芝京濱                 |              | 臨港         |
| 9號    | 川29 | 平安小學校前、鶴見總合高校前                                          | Yokohama Island Garden   | 僅平常日傍晚 | 臨港         |
| 9號    | 急行 | 平安小學校前、鶴見總合高校前                                          | 日興Square               |              | 臨港         |
| 10號   | 川27 | 渡田四丁目、白石站                                                    | 日清製粉前               |              | 臨港         |
| 10號   | 急行 | 渡田小學校前                                                          | 濱川崎營業所             | 僅平常日早上 | 臨港         |
| 10號   | 急行 | 渡田小学校前、JFE前、濱川崎站前                                       | 富士電機前               | 僅平常日早上 | 臨港         |

空島（東京邊月台）
| 乘車場 | 路線 | 經由                                                                 | 迄點              | 備註                 | 運行社局     |
| ------ | ---- | -------------------------------------------------------------------- | ----------------- | -------------------- | ------------ |
| 11號   | 川04 | 四谷下町、捷熱川崎火力發電所前                                       | 急行 市營碼頭     | 僅平日早上、繞遠     | 川崎市交通局 |
| 11號   | 川04 | 勞動會館前、台町、捷熱川崎火力發電所前                               | 市營碼頭          | 僅至8:59、繞遠       | 川崎市交通局 |
| 11號   | 川05 | 四谷下町、捷熱川崎火力發電所前、川崎Marien前、東扇島東公園前         | 急行 東扇島循環   | 僅平日早上           | 川崎市交通局 |
| 12號   | 川04 | 勞動會館前、台町、鹽濱                                               | 市營碼頭          | 僅9:00以後、捷徑     | 川崎市交通局 |
| 12號   | 川04 | 勞動會館前、台町、鹽濱、市營碼頭                                     | 京瓷前            | 僅白天、捷徑         | 川崎市交通局 |
| 12號   | 川04 | 勞動會館前、台町、四谷下町                                           | 鹽濱營業所前      | 9:00以後             | 川崎市交通局 |
| 12號   | 川05 | 勞動會館前、台町、捷熱川崎火力發電所前、川崎Marien前、東扇島東公園前 | 東扇島循環        | 平日9:00以後、週六日 | 川崎市交通局 |
| 12號   | 川07 | 勞動會館前、台町、捷熱川崎火力發電所前、川崎FAZ物流中心              | 東扇島西公園      | 9:00以後             | 川崎市交通局 |
| 12號   | 川07 | 勞動會館前、台町、捷熱川崎火力發電所前、Daiwa Corporation前          | 川崎FAZ物流中心   | 平日傍晩兩班         | 川崎市交通局 |
| 13號   | 川07 | 四谷下町、捷熱川崎火力發電所前、Daiwa Corporation前                  | 急行 東扇島西公園 | 僅平日早上           | 川崎市交通局 |
| 13號   | 川07 | 勞動會館前、台町、捷熱川崎火力發電所前、Daiwa Corporation前          | 東扇島西公園      | 至8點時段            | 川崎市交通局 |
| 14號   | 川10 | 勞動會館前、臨港警察署前、池上町                                     | 水江町            |                      | 川崎市交通局 |
| 14號   | 川10 | 勞動會館前、臨港警察署前、水江町                                     | Zero-Emi工業團地  |                      | 川崎市交通局 |
| 14號   | 川10 | 勞動會館前、臨港警察署前、川崎南部齋苑                               | 鹽濱              |                      | 川崎市交通局 |
| 14號   | 川10 | 勞動會館前、臨港警察署前、四谷下町                                   | 鹽濱營業所前      |                      | 川崎市交通局 |
| 15號   | 川13 | 勞動會館前、臨港醫院前、大島四角、濱町二丁目                         | 扇町              |                      | 川崎市交通局 |
| 15號   | 川13 | 勞動會館前、濱町二丁目、臨港警察署前、四谷下町                       | 鹽濱營業所前      |                      | 川崎市交通局 |
| 15號   | 川15 | 勞動會館前、追分                                                     | 小田榮循環        | 右環                 | 川崎市交通局 |
| 15號   | 直行 |                                                                      | 市立川崎高校前    |                      | 川崎市交通局 |
| 16號   | 川03 | 勞動會館前、台町、四谷下町、江川一丁目                               | 浮島轉運站        |                      | 臨港         |
| 17號   | 川01 | 久根崎、大師                                                         | 殿町              |                      | 臨港         |
| 17號   | 川03 | 勞動會館前、台町、四谷上町                                           | 鹽濱二丁目        |                      | 臨港         |
| 17號   | 川03 | 勞動會館前、台町、四谷上町                                           | 鹽濱營業所        |                      | 臨港         |
| 17號   | 川61 | SolidSquare前                                                        | 神明町車庫        |                      | 臨港         |
| 17號   | 川73 | 妙光寺前、御幸公園前、古市場交番前                                   | 上平間            | 堤防方向             | 川崎市交通局 |
| 17號   | 川74 | 神明町                                                               | 上平間            |                      | 川崎市交通局 |
| 17號   | 川74 | 神明町、上平間、下沼部                                               | 小杉站            |                      | 川崎市交通局 |
| 18號   | 空51 | 六鄉橋、辯天橋、羽田機場第3航站樓、第2航站樓                         | 羽田機場第1航站樓 |                      | 京急         |
| 18號   | 川76 | 六鄉橋、大鳥居                                                       | 森崎              |                      | 京急         |
| 18號   | 川77 | 六鄉橋、辯天橋、天空橋、穴守稻荷                                     | 羽田車庫          |                      | 京急         |
| 18號   | 直行 | 蒲田站（部分班次）                                                   | 東京迪士尼度假區  |                      | 京急、京成   |
| 19號   | 急行 | 臨港警察署前、池上町                                                 | ELIIY Power前     | 僅平日早上           | 臨港         |
| 19號   | 急行 | 臨港警察署前、池上町                                                 | 水江町            | 僅平日早上           | 臨港         |
| 19號   | 急行 | 臨港警察署前、池上町、水江町                                         | Zero-Emi工業團地  | 僅平日早上           | 臨港         |
| 19號   | 直通 |                                                                      | 大師              | 僅1月特定日          | 臨港         |
| 20號   | 川02 | 勞動會館前、台町、日出町、殿町                                       | KING SKYFRONT東   |                      | 臨港         |
| 20號   | 急行 | KING SKYFRONT入口                                                    | 浮島橋            |                      | 臨港         |
| 20號   | 快速 | 久根崎、大師、江川一丁目、KING SKYFRONT入口                          | 浮島橋            |                      | 臨港         |

站前道路旁（海島、空島對向）
| 乘車場 | 路線 | 經由                                             | 迄點                  | 備註                | 運行社局                        |
| ------ | ---- | ------------------------------------------------ | --------------------- | ------------------- | ------------------------------- |
| 21號   | 川05 | 四谷上町、四谷下町、川崎Marien前・東扇島東公園前 | 特急 東扇島循環       |                     | 川崎市                          |
| 21號   | 直通 |                                                  | 川崎競輪              | 僅比賽日            | 臨港、川崎市                    |
| 21-2號 | 川21 | 臨港警察署前、池上町                             | 急行 水江町           | 僅平日早上          | 川崎市                          |
| 21-2號 | 川21 | 臨港警察署前、池上町                             | 急行 Zero-Emi工業團地 | 僅平日早上          | 川崎市                          |
| 21-2號 | 直通 |                                                  | 川崎競馬              | 僅比賽日            | 臨港、京急                      |
| 22號   | 高速 | 海螢火蟲、木更津金田轉運站、袖浦轉運站           | 木更津站東口          |                     | 京急、臨港、東京Bay、小湊、日東 |
| 22號   | 高速 | 海螢火蟲、木更津金田轉運站、袖浦轉運站           | 三井OUTLET PARK木更津 |                     | 京急、臨港、小湊                |
| 23號   | 直通 |                                                  | 川崎醫院              | 僅平日、100日元公車 | 臨港、川崎市                    |

- LA CITTADELLA前（高速巴士乘車處）

| 名稱                        | 目的地                                                                                          | 運行公司       |
| --------------------------- | ----------------------------------------------------------------------------------------------- | -------------- |
| MEX八戶                     | 往盛岡、八戶き                                                                                  | 岩手縣北自動車 |
| WILLER EXPRESS STAR EXPRESS | 往京都、大阪 往彥根、草津、京都、枚方 往南草津、京都、高槻 往岡崎、名古屋 往燕三條、新潟 往長野 | WILLER EXPRESS |
| VIP Liner                   | 往京都、大阪                                                                                    | 平成ENTERPRISE |

### 西口（川崎站西口）
巴士業者：川崎市交通局、橫濱市交通局、川崎鶴見臨港巴士
| 乘車場 | 路線 | 經由                                           | 迄點                         | 備註       | 運行社局 |
| ------ | ---- | ---------------------------------------------- | ---------------------------- | ---------- | -------- |
| 51號   | 川50 | 國道尻手、三池道、東寺尾                       | 鶴見站西口                   |            | 臨港     |
| 51號   | 川50 | 國道尻手                                       | 東部醫院                     |            | 臨港     |
| 52號   | 7    | 國道尻手、三池道、大口通、東神奈川站西口       | 橫濱站                       |            | 橫濱市營 |
| 53號   | 川81 | 幸警察署前、幸區役所入口、下平間               | 上平間                       |            | 川崎市   |
| 54號   | 川83 | 塚越、新川崎站、小倉                           | 江川町                       |            | 川崎市   |
| 55號   | 川63 | 幸警察署前、塚越、江川町、元住吉、井田營業所前 | 新城站前                     |            | 川崎市   |
| 55號   | 川63 | 幸警察署前、塚越、江川町、元住吉               | 井田營業所前                 |            | 川崎市   |
| 55號   | 川64 | 幸警察署前、塚越、江川町、元住吉、井田營業所前 | 蟹谷                         |            | 川崎市   |
| 55號   | 川66 | 幸警察署前、塚越、江川町、元住吉               | 井田醫院                     |            | 川崎市   |
| 55號   | 川67 | 幸警察署前、塚越、江川町、勞災醫院前           | 橫須賀線小杉站               |            | 川崎市   |
| 56號   | 川60 | 幸警察署前、塚越、新川崎站                     | 元住吉                       | 僅白天     | 臨港     |
| 56號   | 川60 | 幸警察署前、塚越                               | 鹿島田站入口                 |            | 臨港     |
| 56號   | 川60 | 南幸町二丁目、幸警察署前                       | 神明町車庫                   |            | 臨港     |
| 56號   | 川60 | 幸警察署前、幸高校前                           | 塚越                         |            | 臨港     |
| 57號   | 川61 | 矢向站前、小倉、木月四丁目                     | 元住吉                       | 僅早晨     | 臨港     |
| 57號   | 川61 | 矢向站前、小倉                                 | 江川町                       | 僅週六日   | 臨港     |
| 57號   | 川69 | 幸警察署前、小倉、江川町、矢向站前             | 【小倉循環】川崎站西口       | 僅平日早上 | 臨港     |
| 57號   | 川56 | 矢向站前→江川町→末吉橋→尻手站前                | 【矢向末吉橋循環】川崎站西口 |            | 臨港     |
| 58號   | 川55 | 小倉下町、西加瀨                               | 橫須賀線小杉站               |            | 臨港     |
| 58號   | 川54 | 小倉下町、西加瀨                               | 元住吉                       | 僅深夜時段 | 臨港     |
| 58號   | 川54 | 小倉下町、江川町                               | 谷戶                         | 僅夜間時段 | 臨港     |
| 59號   | 川53 | 末吉橋、西加瀨                                 | 元住吉                       | 僅早上     | 臨港     |
| 59號   | 川57 | 尻手站前→末吉橋→小倉→矢向站前                  | 【末吉橋矢向循環】川崎站西口 |            | 臨港     |
| 60號   | 川51 | 末吉橋、一之瀬                                 | 綱島站                       |            | 臨港     |

### LASONA廣場（川崎站LASONA廣場）
2018年2月17日川崎站北口通道啟用後，改稱「川崎站北口西乘車處」。
2018年4月1日起，站名改為「川崎站LASONA廣場」。
巴士業者：川崎市交通局、川崎鶴見臨港巴士、東急巴士
| 乘車場 | 路線 | 經由                             | 迄點                           | 備註                 | 運行社局 |
| ------ | ---- | -------------------------------- | ------------------------------ | -------------------- | -------- |
| 81號   | 反01 | 遠藤町、多摩川大橋、池上警察署   | 五反田站                       |                      | 東急     |
| 81號   | 反01 | 遠藤町、多摩川大橋               | 荏原營業所                     |                      | 東急     |
| 82號   | 川31 | 東芝前・東橫線小杉站             | 高津站前                       | 土堤方向             | 東急     |
| 82號   | 川31 | 東芝前、東橫線小杉站、高津站前   | 溝之口站                       | 土堤方向             | 東急     |
| 82號   | 川31 | 東芝前                           | 下平間                         | 土堤方向             | 東急     |
| 82號   | 川33 | 東芝前、東橫線小杉站             | 市民博物館                     | 土堤方向             | 東急     |
| 82號   | 川34 | 東芝前、下平間、東橫線小杉站     | 小杉站前                       | 土堤方向             | 東急     |
| 83號   | 直行 |                                  | 東芝小向事業所                 | 原則上僅平日早晨傍晚 | 東急     |
| 84號   | 川61 | 中幸町                           | 神明町車庫                     |                      | 臨港     |
| 85號   | 川71 | 遠藤町、下平間                   | 小杉站前                       |                      | 川崎市   |
| 85號   | 川71 | 遠藤町、下平間                   | 上平間                         |                      | 川崎市   |
| 86號   | 川74 | 神明町、御幸小學校前、御幸公園前 | 上平間                         |                      | 川崎市   |
| 86號   | 川74 | 神明町、上平間、下沼部           | 小杉站前                       |                      | 川崎市   |
| 86號   | 川74 | 河原町團地前、神明町、中幸町     | 【河原町循環】川崎站LASONA廣場 |                      | 川崎市   |
| 86號   | 川75 | 中幸町、幸警察署前、御幸公園前   | 上平間                         |                      | 川崎市   |
| 87號   | 川73 | 妙光寺前、御幸公園前             | 上平間                         | 土堤方向             | 川崎市   |

## 計畫
- 川崎縱貫高速鐵道原先計畫在本站與京急川崎站之間設站，並與京急大師線相互直通運轉。2015年度宣告計畫中止。
- 本站往濱川崎站方向亦規畫了川崎Approach線（日语：川崎アプローチ線）。

## 相鄰車站
東日本旅客鐵道
 東海道線
- 特急「舞孃」停車站

■快速「ACTY」、■普通
品川（JT 03）－川崎（JT 04）－橫濱（JT 05）
 京濱東北線
■快速、■各站停車
蒲田（JK 17）－川崎（JK 16）－鶴見（JK 15）
 南武線
■快速
川崎（JN 01）－鹿島田（JN 04）
■各站停車
川崎（JN 01）－尻手（JN 02）

### 報導資料
1. ↑   (PDF). 東日本旅客鉄道.   [2020-05-25]. （原始内容 (PDF)存档于2019-07-27） （日语）.
2. 1 2   (PDF) (新闻稿). 川崎市／東日本旅客鉄道横浜支社. 2016-03-29  [2020-05-24]. （原始内容 (PDF)存档于2020-05-24）.
3. 1 2   (PDF) (新闻稿). 川崎市／東日本旅客鉄道横浜支社. 2016-12-06  [2020-05-24]. （原始内容 (PDF)存档于2020-05-24）.
4. ↑   (PDF) (新闻稿). 川崎市／東日本旅客鉄道横浜支社. 2017-05-25  [2020-05-23]. （原始内容 (PDF)存档于2020-05-23）.
5. 1 2 3   (新闻稿). 川崎市. 2017-11-22  [2017-12-26]. （原始内容存档于2018-07-28）.
6. 1 2 3   (PDF) (新闻稿). 川崎市／東日本旅客鉄道横浜支社. 2017-11-22  [2020-05-24]. （原始内容 (PDF)存档于2020-05-24）.
7. ↑   (PDF) (新闻稿). 東日本旅客鉄道横浜支社. 2018-07-26  [2020-06-21]. （原始内容 (PDF)存档于2018-11-03） （日语）.
8. ↑   (PDF) (新闻稿). びゅうトラベルサービス. 2020-10-05  [2020-11-01]. （原始内容 (PDF)存档于2020-11-01） （日语）.
9. ↑   (PDF) (新闻稿). 東日本旅客鉄道. 2021-02-08  [2021-02-08]. （原始内容 (PDF)存档于2021-02-08） （日语）.
10. ↑   (PDF) (新闻稿). 東日本旅客鉄道横浜支社. 2020-09-18  [2020-09-18]. （原始内容 (PDF)存档于2020-09-18） （日语）.
11. ↑   (PDF) (新闻稿). 東日本旅客鉄道. 2020-04-07  [2020-04-07]. （原始内容 (PDF)存档于2020-04-07）.
12. ↑   (PDF) (新闻稿). 東日本旅客鉄道. 2020-10-02  [2020-10-05]. （原始内容 (PDF)存档于2020-10-05）.
13. ↑   (PDF) (新闻稿). 東日本旅客鉄道、ダイワロイヤル. 2021-03-05  [2021-03-06]. （原始内容存档 (PDF)于2021-03-05）.
14. ↑  川崎駅東口駅前広場再編整備について （页面存档备份，存于） - 川崎市まちづくり局
15. ↑  川崎駅北口自由通路等整備事業の進捗状況についてPDF - 川崎市役所 2010年1月22日
16. ↑   (PDF) (新闻稿). 東日本旅客鉄道. 2018-05-18  [2020-03-22]. （原始内容 (PDF)存档于2020-03-22）.
17. ↑   (PDF) (新闻稿). 日本ホテル、ホテルメトロポリタン 川崎. 2019-08-29  [2020-07-30]. （原始内容 (PDF)存档于2020-07-30）.
18. ↑   (PDF) (新闻稿). 東日本旅客鉄道横浜支社. 2020-03-26  [2020-03-26]. （原始内容 (PDF)存档于2020-03-26）.
19. 1 2 3 4   (PDF) (新闻稿). 東日本旅客鉄道横浜支社、ジェイアール東日本ビルディング、JR東日本スポーツ. 2021-01-22  [2021-01-23]. （原始内容 (PDF)存档于2021-01-22）.
20. ↑  . 川崎市. 2018年1月31日  [2018年3月9日]. （原始内容存档于2018年3月10日）.
21. ↑  . 川崎市. 2018年3月13日  [2018年3月23日]. （原始内容存档于2018年11月3日）.
22. ↑   (PDF). 東急バス. 2018年3月22日  [2018年3月23日]. （原始内容存档 (PDF)于2018年3月23日）.

### 新聞資料
1. 1 2  . 神奈川新聞. 2016-12-07  [2020-08-12]. （原始内容存档于2020-08-11）.
2. ↑  . 東京新聞. 2017-06-15  [2020-08-12]. （原始内容存档于2018-04-25）.[]
3. ↑  . 神奈川新聞. 2017-06-19  [2020-08-12]. （原始内容存档于2020-08-11）.
4. 1 2 3  . 神奈川新聞. 2018-02-18  [2020-08-12]. （原始内容存档于2020-08-11）.
5. ↑  . 神奈川新聞. 2018-10-24  [2020-08-12]. （原始内容存档于2020-08-11）.
6. ↑  . 日本経済新聞. 2017-11-23  [2020-08-12]. （原始内容存档于2020-08-11）.
7. ↑  . 神奈川新聞. 2019-07-21  [2020-08-12]. （原始内容存档于2020-08-11）.
8. ↑  . 交通新聞. 2018年5月22日.
9. ↑  . 神奈川新聞. 2020-05-19  [2020-08-12]. （原始内容存档于2020-08-11）.

### 使用情況
JR東日本1日平均使用人數
1. ↑  各駅の乗車人員 （页面存档备份，存于） - JR東日本

JR東日本的統計資料
1. ↑  川崎市統計書 （页面存档备份，存于） - 川崎市
2. ↑  線区別駅別乗車人員（1日平均）の推移 （页面存档备份，存于） - 17ページ

JR東日本1999年度以後的上車人次
1. ↑  各駅の乗車人員（1999年度） （页面存档备份，存于） - JR東日本
2. ↑  各駅の乗車人員（2000年度） （页面存档备份，存于） - JR東日本
3. ↑  各駅の乗車人員（2001年度） （页面存档备份，存于） - JR東日本
4. ↑  各駅の乗車人員（2002年度） （页面存档备份，存于） - JR東日本
5. ↑  各駅の乗車人員（2003年度） （页面存档备份，存于） - JR東日本
6. ↑  各駅の乗車人員（2004年度） （页面存档备份，存于） - JR東日本
7. ↑  各駅の乗車人員（2005年度） （页面存档备份，存于） - JR東日本
8. ↑  各駅の乗車人員（2006年度） （页面存档备份，存于） - JR東日本
9. ↑  各駅の乗車人員（2007年度） （页面存档备份，存于） - JR東日本
10. ↑  各駅の乗車人員（2008年度） （页面存档备份，存于） - JR東日本
11. ↑  各駅の乗車人員（2009年度） （页面存档备份，存于） - JR東日本
12. ↑  各駅の乗車人員（2010年度） （页面存档备份，存于） - JR東日本
13. ↑  各駅の乗車人員（2011年度） （页面存档备份，存于） - JR東日本
14. 1 2 3  各駅の乗車人員（2012年度） （页面存档备份，存于） - JR東日本
15. 1 2 3  各駅の乗車人員（2013年度） （页面存档备份，存于） - JR東日本
16. 1 2 3  各駅の乗車人員（2014年度） （页面存档备份，存于） - JR東日本
17. 1 2 3  各駅の乗車人員（2015年度） （页面存档备份，存于） - JR東日本
18. 1 2 3  各駅の乗車人員（2016年度） （页面存档备份，存于） - JR東日本
19. 1 2 3  各駅の乗車人員（2017年度） （页面存档备份，存于） - JR東日本
20. 1 2 3  各駅の乗車人員（2018年度） （页面存档备份，存于） - JR東日本
21. 1 2 3  各駅の乗車人員（2019年度） （页面存档备份，存于） - JR東日本

神奈川縣縣勢要覽
1. ↑  平成12年 - 220ページ
2. 1 2  平成13年PDF - 222ページ
3. ↑  平成14年PDF - 220ページ
4. ↑  平成15年PDF - 220ページ
5. ↑  平成16年PDF - 220ページ
6. ↑  平成17年PDF - 222ページ
7. ↑  平成18年PDF - 222ページ
8. ↑  平成19年PDF - 224ページ
9. ↑  平成20年PDF - 228ページ
10. ↑  平成21年PDF - 238ページ
11. ↑  平成22年PDF - 236ページ
12. ↑  平成23年PDF - 236ページ
13. ↑  平成24年PDF - 232ページ
14. ↑  平成25年PDF - 234ページ
15. ↑  平成26年PDF - 236ページ
16. ↑  平成27年PDF - 236ページ
17. ↑  平成28年PDF - 244ページ
18. ↑  平成29年PDF - 236ページ
19. ↑  平成30年PDF - 220ページ

## 外部連結
- 車站資訊（川崎）：東日本旅客鐵道